# Pallavolo Pinerolo 2022-2023
Questa voce raccoglie le informazioni riguardanti la Pallavolo Pinerolo nelle competizioni ufficiali della stagione 2022-2023.

## Stagione
Nella stagione 2022-23 la Pallavolo Pinerolo assume la denominazione sponsorizzata de Wash4green Pinerolo.
Partecipa per la prima volta alla Serie A1; chiude la regular season di campionato al dodicesimo posto in classifica, qualificandosi per i play-off Challenge Cup, dove esce nella fase a gironi.

## Organigramma societario
Area direttiva
- Presidente: Claudio Prina
- Team manager: Alessandro Reale

Area tecnica
- Allenatore: Michele Marchiaro
- Allenatore in seconda: Alberto Naddeo
- Assistente allenatore: Giorgio Colombo
- Scout Man: Gustavo Gallotti

Area comunicazione
- Addetto stampa: Daniela Chiavassa

Area sanitaria
- Preparatore atletico: Marco Sesia

## Rosa
| N° | Nome                    | Ruolo | Data di nascita   | Nazionalità sportiva |
| -- | ----------------------- | ----- | ----------------- | -------------------- |
| 2  | Martyna Grajber         | S     | 28 settembre 1995 | Polonia              |
| 3  | Veronika Trnková        | C     | 13 ottobre 1995   | Rep. Ceca            |
| 4  | Miao Yiwen              | O     | 26 luglio 2000    | Cina                 |
| 5  | Federica Carletti       | S     | 14 marzo 2000     | Italia               |
| 6  | Michelle Gueli          | L     | 6 agosto 2003     | Italia               |
| 7  | Sofia Renieri           | O     | 24 luglio 1997    | Italia               |
| 8  | Silvia Bussoli          | S     | 22 novembre 1993  | Italia               |
| 10 | Ilenia Moro             | L     | 5 febbraio 1999   | Italia               |
| 11 | Vittoria Prandi         | P     | 4 novembre 1994   | Italia               |
| 13 | Valentina Zago          | O     | 21 febbraio 1990  | Italia               |
| 14 | Laura Bortoli           | P     | 9 gennaio 1996    | Italia               |
| 15 | Rainelle Jones          | C     | 12 marzo 2000     | Stati Uniti          |
| 17 | Anna Gray               | C     | 15 novembre 1996  | Italia               |
| 18 | Yasmina Akrari          | C     | 31 agosto 1993    | Italia               |
| 19 | Adelina Budăi-Ungureanu | S     | 29 luglio 2000    | Romania              |

## Mercato
| Acquisti | Acquisti                | Acquisti            | Acquisti   |
| R.       | Nome                    | da                  | Modalità   |
| -------- | ----------------------- | ------------------- | ---------- |
| P        | Laura Bortoli           | Montecchio Maggiore | definitivo |
| S        | Adelina Budăi-Ungureanu | UYBA                | definitivo |
| S        | Martyna Grajber         | ŁKS                 | definitivo |
| C        | Rainelle Jones          | Maryland            | definitivo |
| L        | Ilenia Moro             | Trentino Rosa       | definitivo |
| O        | Sofia Renieri           | Hermaea             | definitivo |
| C        | Veronika Trnková        | Roma Club           | definitivo |
| O        | Miao Yiwen              | Sichuan             | definitivo |

| Cessioni | Cessioni           | Cessioni             | Cessioni   |
| R.       | Nome               | a                    | Modalità   |
| -------- | ------------------ | -------------------- | ---------- |
| P        | Febe Faure Rolland | Area Bra             | definitivo |
| S        | Jessica Joly       | Trentino             | definitivo |
| C        | Rainelle Jones     | -                    | svincolata |
| C        | Alessia Midriano   | ?                    | definitivo |
| S        | Carolina Pecorari  | Piadena              | definitivo |
| L        | Ylenia Pericati    | Imoco                | definitivo |
| S        | Elisabetta Tosini  | Parella              | definitivo |
| C        | Veronika Trnková   | Prostějov            | definitivo |
| C        | Lavinia Zamboni    | Valentino Volpianese | definitivo |

## Risultati

### Serie A1

#### Girone di andata
| 1ª giornata - 23 ottobre 2022 Arena di Monza, Monza                          | Pro Victoria          | 3 - 1 | Pinerolo        | 25-16, 25-17, 27-29, 25-13        |
| 2ª giornata - 26 ottobre 2022 Palazzetto dello Sport, Villafranca Piemonte   | Pinerolo              | 2 - 3 | AGIL            | 17-25, 25-22, 30-28, 23-25, 11-15 |
| 3ª giornata - 30 ottobre 2022 PalaWanny, Firenze                             | Firenze               | 3 - 0 | Pinerolo        | 25-10, 25-20, 25-18               |
| 4ª giornata - 2 novembre 2022 Palazzetto dello Sport, Villafranca Piemonte   | Pinerolo              | 1 - 3 | Megavolley      | 20-25, 25-19, 16-25, 22-25        |
| 5ª giornata - 6 novembre 2022 Palazzetto dello Sport, Villafranca Piemonte   | Pinerolo              | 1 - 3 | Savino Del Bene | 13-25, 18-25, 25-22, 8-25         |
| 6ª giornata - 13 novembre 2022 PalaEvangelisti, Perugia                      | Wealth Planet Perugia | 3 - 2 | Pinerolo        | 25-21, 25-18, 23-25, 19-25, 15-10 |
| 7ª giornata - 16 novembre 2022 Palazzetto dello Sport, Villafranca Piemonte  | Pinerolo              | 0 - 3 | Imoco           | 21-25, 20-25, 12-25               |
| 8ª giornata - 20 novembre 2022 PalaPiantanida, Busto Arsizio                 | UYBA                  | 3 - 0 | Pinerolo        | 31-29, 25-21, 25-13               |
| 9ª giornata - 27 novembre 2022 Palazzetto dello Sport, Villafranca Piemonte  | Pinerolo              | 0 - 3 | Cuneo Granda    | 22-25, 21-25, 18-25               |
| 10ª giornata - 4 dicembre 2022 Palazzetto dello sport, Bergamo               | Bergamo 1991          | 3 - 1 | Pinerolo        | 25-21, 24-26, 25-20, 25-23        |
| 11ª giornata - 11 dicembre 2022 PalaFontescodella, Macerata                  | Helvia Recina         | 2 - 3 | Pinerolo        | 25-23, 11-25, 25-21, 15-25, 12-15 |
| 12ª giornata - 19 dicembre 2022 Palazzetto dello Sport, Villafranca Piemonte | Pinerolo              | 3 - 2 | Casalmaggiore   | 18-25, 26-28, 26-24, 25-17, 15-13 |
| 13ª giornata - 26 dicembre 2022 PalaMaddalene, Chieri                        | Chieri '76            | 3 - 1 | Pinerolo        | 25-23, 21-25, 25-15, 25-15        |

#### Girone di ritorno
| 14ª giornata - 8 gennaio 2023 Palazzetto dello Sport, Villafranca Piemonte   | Pinerolo        | 0 - 3 | Pro Victoria          | 22-25, 21-25, 21-25               |
| 15ª giornata - 14 gennaio 2023 PalaTerdoppio, Novara                         | AGIL            | 3 - 0 | Pinerolo              | 25-12, 25-17, 25-22               |
| 16ª giornata - 22 gennaio 2023 Palazzetto dello Sport, Villafranca Piemonte  | Pinerolo        | 2 - 3 | Firenze               | 25-20, 25-21, 16-25, 23-25, 15-17 |
| 17ª giornata - 5 febbraio 2023 PalaCarneroli, Urbino                         | Megavolley      | 3 - 1 | Pinerolo              | 29-27, 15-25, 28-26, 25-16        |
| 18ª giornata - 13 febbraio 2023 PalaWanny, Firenze                           | Savino Del Bene | 3 - 1 | Pinerolo              | 25-18, 23-25, 25-22, 25-16        |
| 19ª giornata - 18 febbraio 2023 Palazzetto dello Sport, Villafranca Piemonte | Pinerolo        | 3 - 1 | Wealth Planet Perugia | 23-25, 25-19, 25-17, 25-14        |
| 20ª giornata - 26 febbraio 2023 PalaVerde, Villorba                          | Imoco           | 3 - 2 | Pinerolo              | 22-25, 25-22, 25-22, 23-25, 15-12 |
| 21ª giornata - 5 marzo 2023 Palazzetto dello Sport, Villafranca Piemonte     | Pinerolo        | 1 - 3 | UYBA                  | 25-16, 20-25, 21-25, 22-25        |
| 22ª giornata - 12 marzo 2023 PalaCastagnaretta, Cuneo                        | Cuneo Granda    | 3 - 1 | Pinerolo              | 16-25, 25-19, 28-26, 25-22        |
| 23ª giornata - 19 marzo 2023 Palazzetto dello Sport, Villafranca Piemonte    | Pinerolo        | 3 - 0 | Bergamo 1991          | 25-15, 25-15, 25-20               |
| 24ª giornata - 26 marzo 2023 Palazzetto dello Sport, Villafranca Piemonte    | Pinerolo        | 3 - 2 | Helvia Recina         | 24-26, 19-25, 25-15, 25-22, 15-12 |
| 25ª giornata - 2 aprile 2023 PalaRadi, Cremona                               | Casalmaggiore   | 1 - 3 | Pinerolo              | 17-25, 28-26, 21-25, 19-25        |
| 26ª giornata - 8 aprile 2023 Palazzetto dello Sport, Villafranca Piemonte    | Pinerolo        | 1 - 3 | Chieri '76            | 20-25, 21-25, 25-20, 23-25        |

#### Play-off Challenge Cup
| Primo turno (gara 1) - 15 aprile 2023 PalaCarneroli, Urbino                        | Megavolley    | 3 - 1 | Pinerolo   | 27-25, 23-25, 25-12, 25-21 |
| Primo turno (gara 2) - 19 aprile 2023 Palazzetto dello Sport, Villafranca Piemonte | Pinerolo      | 3 - 1 | Megavolley | 25-20, 19-25, 25-23, 26-24 |
| Primo turno (gara 2) - 22 aprile 2023 PalaCarneroli, Urbino                        | Megavolley    | 0 - 3 | Pinerolo   | 21-25, 20-25, 18-25        |
| 1ª giornata - 27 aprile 2023 PalaRadi, Cremona                                     | Casalmaggiore | 3 - 0 | Pinerolo   | 25-18, 25-23, 25-19        |
| 2ª giornata - 29 aprile 2023 Palazzetto dello sport, Bergamo                       | Bergamo 1991  | 3 - 0 | Pinerolo   | 25-20, 25-19, 25-17        |

## Statistiche

### Statistiche di squadra
| Competizione | Punti | In casa | In casa | In casa | In trasferta | In trasferta | In trasferta | Totale | Totale | Totale |
| Competizione | Punti | G       | V       | P       | G            | V            | P            | G      | V      | P      |
| ------------ | ----- | ------- | ------- | ------- | ------------ | ------------ | ------------ | ------ | ------ | ------ |
| Serie A1     | 19/0  | 14      | 5       | 9       | 17           | 3            | 14           | 31     | 8      | 23     |
| Totale       | -     | 14      | 5       | 9       | 17           | 3            | 14           | 31     | 8      | 23     |

G = partite giocate; V = partite vinte; P = partite perse

### Statistiche dei giocatori
| Giocatore          | Serie A1 | Serie A1 | Serie A1 | Serie A1 | Serie A1 | Totale | Totale | Totale | Totale | Totale |
| Giocatore          | P        | PT       | AV       | MV       | BV       | P      | PT     | AV     | MV     | BV     |
| ------------------ | -------- | -------- | -------- | -------- | -------- | ------ | ------ | ------ | ------ | ------ |
| Y. Akrari          | 30       | 351      | 248      | 81       | 22       | 30     | 351    | 248    | 81     | 22     |
| S. Bussoli         | 26       | 3        | 1        | 0        | 2        | 26     | 3      | 1      | 0      | 2      |
| L. Bortoli         | 25       | 9        | 7        | 1        | 1        | 25     | 9      | 7      | 1      | 1      |
| A. Budăi-Ungureanu | 31       | 409      | 329      | 52       | 28       | 31     | 409    | 329    | 52     | 28     |
| F. Carletti        | 30       | 202      | 173      | 16       | 13       | 30     | 202    | 173    | 16     | 13     |
| M. Grajber         | 31       | 230      | 196      | 21       | 13       | 31     | 230    | 196    | 21     | 13     |
| A. Gray            | 31       | 230      | 116      | 103      | 11       | 31     | 230    | 116    | 103    | 11     |
| M. Gueli           | 6        | 0        | 0        | 0        | 0        | 6      | 0      | 0      | 0      | 0      |
| R. Jones           | 4        | 3        | 2        | 1        | 0        | 4      | 3      | 2      | 1      | 0      |
| Y. Miao            | 7        | 2        | 1        | 1        | 0        | 7      | 2      | 1      | 1      | 0      |
| I. Moro            | 28       | 0        | 0        | 0        | 0        | 28     | 0      | 0      | 0      | 0      |
| V. Prandi          | 30       | 52       | 23       | 16       | 13       | 30     | 52     | 23     | 16     | 13     |
| S. Renieri         | 14       | 12       | 9        | 2        | 1        | 14     | 12     | 9      | 2      | 1      |
| V. Trnková         | 2        | 7        | 4        | 2        | 1        | 2      | 7      | 4      | 2      | 1      |
| V. Zago            | 24       | 370      | 317      | 37       | 16       | 24     | 370    | 317    | 37     | 16     |

P = presenze; PT = punti totali; AV = attacchi vincenti; MV = muri vincenti; BV = battute vincenti